# Skandha
Skandhy (sanskrt: paňča-skandha, páli: paňča-khandha; doslova: „pět svazků“ nebo „pět hromad“) označují pět skupin jevů, z nichž se podle buddhismu skládá individuální existence. Jinými slovy, naše bytost je tvořena pěti složkami, s nimiž se máme sklon identifikovat, tedy které mylně považujeme za své „já“ nebo za svou „věčnou duši“.
Tyto složky jsou:
1. rúpa (tělesnost, doslova „forma“):
 tělo, včetně pěti smyslových orgánů a objektů smyslů.
2. vedaná (cítění):
 příjemné, nepříjemné a neutrální tělesné i mentální pocity (nikoli emoce).
3. saňdžňá v san. neboli saňňá v páli (vnímání nebo poznávání):
 mentální aktivita, která rozpoznává (identifikuje) smyslové objekty na základě jejich charakteristických znaků (modrosti, žlutosti, apod.). Funguje také jako paměť. Je obvykle podmíněna minulou karmou, a proto neposkytuje přesný obraz skutečnosti.
4. sanskáry v s. neboli sankháry v p. (mentální formace):
 různorodá skupina 50 mentálních fenoménů, určujících aktivní odpověď mysli na vnímané objekty. Některé jsou karmicky neutrální, jiné (a ty jsou proto obzvlášť důležité) jsou zdrojem prospěšné nebo neprospěšné karmy.
5. vidžňána v s. neboli viňňána v p. (vědomí):
 zrakové, sluchové, tělesné, čichové, chuťové a mentální vědomí.

V théravádové Abhidhammě jsou 2. až 4. skupina sloučeny a rozdělení pak vypadá takto:
1. rúpa – tělesné fenomény
2. četasika – mentální fenomény doprovázející vědomí
3. čitta – fenomén vědomí

Pět složek skutečnosti jsou jednou ze stěžejních buddhistických tezí. Prostřednictvím těchto pěti složek zakoušíme skutečnost. Pokud tyto pomíjivé fenomény považujeme za svoje trvalé neměnné „já“ a lpíme na nich, jejich nevyhnutelná změna a zánik pak způsobují naše utrpení.
Všechny tyto fenomény jsou podrobeny neustálé změně, jsou pomíjivé a navzájem podmíněné. Nemají žádnou trvalou podstatu, ale jsou to proměnlivé plynoucí procesy. Bytosti proto nemají žádné „já“, žádnou nesmrtelnou „duši“, která by řídila jejich jednání a myšlení. Není také nic, co by přecházelo z jednoho života do druhého, po znovuzrození se všechny složky zcela změní.
Není tak nikdo, kdo cítí, existuje pouze cítění, není nikdo, kdo poznává, je jen poznávání, není nikdo, kdo jedná, je pouze jednání, není nikdo, kdo si je vědom, je pouze vědomí. Člověk se na sebe obvykle dívá jako na nedělitelný celek, ale podle buddhismu jsme ve skutečnosti jen souhrnem neosobních a pomíjivých fenoménů. Často se používá přirovnání k vozu, který je ve skutečnosti jen souhrnem jeho jednotlivých součástek, „vůz“ jako takový vlastně neexistuje a je to jen pouhé konvenční označení.
Rozdělení jevů do pěti skupin je v podstatě jen abstraktní klasifikace. V jednom okamžiku může existovat pouze jeden (příjemný, nepříjemný nebo neutrální) pocit, stejně tak jen jedna forma vnímání a jedna jednotka vědomí. Naproti tomu v každém okamžiku je s vědomím sdruženo více mentálních formací. Cítění, vnímání a mentální formace jsou jen různé aspekty jedné jednotky vědomí, k němuž mají stejný vztah, jako má červenost a sladkost k jablku.
Buddha doporučoval zaměřit se na těchto pět skupin jevů při meditaci a mít je také jako objekty neustálé bdělé pozornosti pro rozvoj vhledu do jejich pomíjivosti, neuspokojivosti a neosobnosti, abychom se od nich postupně odpoutali. Je doporučeno o nich přemýšlet: „Toto není moje, toto nejsem já, toto není moje Já“.